# Hugo och Rosa
Hugo och Rosa är en svensk dokumentär av filmaren Bengt Jägerskog från 2002, producerad av SVT. Filmen finns utgiven på DVD och kan även ses på SVT:s öppet arkiv, se externa länkar.
I dokumentären har Bengt Jägerskog följt det gamla syskonparet Rosa och Hugo Bergqvists liv under en tioårsperiod på gården Gunby i Roslagen, norr om Stockholm, där de bor. Hugo hugger ved och bär in vatten från brunnen trots att han är nära hundra år och Rosa spelar gärna dragspel och skurar alltid trasmattorna om våren. De har varken el eller rinnande vatten, men älskar sitt hem och ser ljust på tillvaron.